# Туркменская хоккейная лига
Чемпионат Туркменистана по хоккею (туркм. Türkmenistanyň hokkeý çempionaty) — национальное соревнование среди мужчин по хоккею с шайбой в Туркменистане. В нём участвуют 8 профессиональных клубов различных министерств, ведомств и институтов Туркменистана. Турнир проходит в течение 3 месяцев в Ашхабаде. Соревнования проходят в два круга по 28 игр в каждом. Команды, занявшие с первого по четвертое места в чемпионате, разыграют между собой Кубок Туркменистана по хоккею. Первый сезон турнира проходил в 2013/2014 году.

## Первый чемпионат Туркменистана
Чемпионат проводился с октября 2013 года по 19 января 2014 года. Участники:
- «Галкан» (МВД Туркменистана)
- «Ватанчи» (Военный институт Министерства обороны Туркменистана)
- «Алп Арслан» (Министерство связи Туркменистана)
- «Шир» (Товарно-сырьевая биржа Туркменистана)
- «Мердана» (Государственная пограничная служба)
- «Огузхан» (Туркменгаз)
- «Несил» (Институт МВД Туркменистана)
- «Багтыярлык» (Спортивная школа Государственного комитета по спорту)

### Итоги
- «Галкан»[5]
- «Шир»
- «Несил»

#### Бомбардиры
- Павел Барковский — 56
- М.Кулиев — 49
- Александр Ваховский — 27

## Второй чемпионат Туркменистана[6]
- «Галкан» (МВД Туркменистана)
- «Ватанчи» (Военный институт Министерства обороны Туркменистана)
- «Алп Арслан» (Министерство связи Туркменистана)
- «Шир» (Товарно-сырьевая биржа Туркменистана)
- «Мердана» (Государственная пограничная служба)
- «Огузхан» (Туркменгаз)
- «Несил» (Институт МВД Туркменистана)
- «Бургут» (Спортивная школа Государственного комитета по спорту)

## Третий чемпионат Туркменистана[7]
- «Галкан» (МВД Туркменистана)
- «Несил» (Институт МВД Туркменистана)
- «Шир» (Министерство торговли и внешнеэкономических связей Туркменистана)
- «Огузхан» (Туркменгаз)
- «Ватанчи» (Военный институт Министерства обороны Туркменистана)
- «Алп Арслан» (Министерство связи Туркменистана)